# Ildebrando Gregori
Ildebrando Gregori (ur. 8 maja 1894 w Poggio Cinolfo, L’Aquila, we Włoszech, zm. 12 listopada 1985 w Rzymie) – włoski zakonnik, Czcigodny Sługa Boży Kościoła katolickiego.

## Życiorys
Idebrando Gregori urodził się 8 maja 1894 roku. W wieku 12 lat został przyjęty na polecenie kardynała do zgromadzenia Benedyktynów i rok później rozpoczął nowicjat. 10 marca 1909 roku otrzymał habit i imię zakonne Ildebrando. Podczas studiów teologicznych w czasie I wojny światowej został powołany przez rząd do armii włoskiej, gdzie był kapralem. Po zakończeniu wojny przeszedł dalsze studia z teologii na Papieskim Uniwersytecie Gregoriańskim w Rzymie, a święcenia kapłańskie otrzymał 29 października 1922 roku. Podczas II wojny światowej otworzył klasztor dla uchodźców, sierot i chorych. Założył zgromadzenie Sióstr Benedyktynek Wynagrodzicielek Świętego Oblicza Naszego Pana Jezusa Chrystusa. Zmarł 12 listopada 1985 roku w wieku 91 lat. Został ogłoszony czcigodnym przez papieża Franciszka 7 listopada 2014 roku.